# Manchester School (журнал)
The Manchester School — специализированный экономический журнал; публиковался с 1932 г. экономическим факультетом Манчестерского университета. В настоящее время издаётся компанией Wiley-Blackwell.
Публикации в журнале посвящены развитию идей Манчестерской школы в экономической науке. Статьи, представляемые в журнал, могут относиться к сферам микро- и макроэкономики, эконометрии и экономике труда.
Периодичность выхода журнала: 7 номеров в год.